# Gouvernement Ponta I
Pour les articles homonymes, voir gouvernement Ponta.
Roumanie
Ungureanu Ponta II
Le gouvernement Ponta I (Guvernul Victor Ponta (1), en roumain) est le gouvernement de la Roumanie entre le 7 mai et le 21 décembre 2012, durant la sixième législature du Parlement roumain.

## Coalition et historique
Dirigé par le nouveau Premier ministre social-démocrate Victor Ponta, il est soutenu par l'Union sociale-libérale (USL), qui réunit le Parti social-démocrate (PSD), le Parti national libéral (PNL) et le Parti conservateur (PC), qui disposent ensemble de 152 sièges sur 326 à la Chambre des députés, soit 46,6 % des élus, et 69 sièges sur 137 au Sénat, soit 50,3 % des élus.
Il a été formé à la suite du renversement, le 27 avril 2012 par une motion de censure, du gouvernement de l'indépendant Mihai Răzvan Ungureanu, soutenu par une alliance entre le Parti démocrate-libéral (PDL), l'Union démocrate magyare de Roumanie (UDMR) et l'Union nationale pour le progrès de la Roumanie (UNPR). Après la très large victoire de l'USL aux élections législatives du 9 décembre 2012, est formé le gouvernement Ponta II.

## Composition

### Initiale
| Fonction                                                                                       | Titulaire | Titulaire                                         | Parti |
| ---------------------------------------------------------------------------------------------- | --------- | ------------------------------------------------- | ----- |
| Premier ministre                                                                               |           | Victor Ponta                                      | PSD   |
| Vice-Premier ministre Ministre des Finances publiques                                          |           | Florin Georgescu                                  | Sans  |
| Ministres                                                                                      |           |                                                   |       |
| Ministre de l'Administration et de l'Intérieur                                                 |           | Ioan Rus                                          | PSD   |
| Ministre des Affaires étrangères                                                               |           | Andrei Marga                                      | PNL   |
| Ministre de la Justice                                                                         |           | Titus Corlățean                                   | PSD   |
| Ministre de l'Agriculture et du Développement rural                                            |           | Daniel Constantin                                 | PC    |
| Ministre du Travail, de la Famille et de la Protection sociale                                 |           | Mariana Câmpeanu                                  | PNL   |
| Ministre de l'Économie, du Commerce et du Milieu des affaires                                  |           | Daniel Chițoiu                                    | PNL   |
| Ministre des Transports et des Infrastructures                                                 |           | Ovidiu Silaghi                                    | PNL   |
| Ministre de l'Environnement et des Forêts                                                      |           | Rovana Plumb                                      | PSD   |
| Ministre du Développement régional et du Tourisme                                              |           | Eduard Hellvig                                    | PNL   |
| Ministre de la Défense nationale                                                               |           | Corneliu Dobriţoiu                                | PNL   |
| Ministre de l'Éducation, de la Science, de la Jeunesse et des Sports                           |           | Ioan Mang (jusqu'au 15/05/2012)                   | PSD   |
| Ministre de l'Éducation, de la Science, de la Jeunesse et des Sports                           |           | Intérim de Liviu Pop                              | Sans  |
| Ministre de l'Éducation, de la Science, de la Jeunesse et des Sports                           |           | Ecaterina Andronescu (à partir du 02/07/2012)     | PSD   |
| Ministre de la Santé                                                                           |           | Vasile Cepoi                                      | Sans  |
| Ministre des Communications et de la Société de l'information                                  |           | Dan Nica                                          | PSD   |
| Ministre de la Culture et du Patrimoine national                                               |           | Mircea Diaconu (jusqu'au 29/06/2012) Puiu Hașotti | PNL   |
| Ministre des Affaires européennes                                                              |           | Leonard Orban                                     | Sans  |
| Ministre pour les Relations avec le Parlement                                                  |           | Mircea Dușa                                       | PSD   |
| Ministres délégués                                                                             |           |                                                   |       |
| Ministre délégué à l'Administration (Auprès du ministre de l'Administration et de l'Intérieur) |           | Victor Paul Dobre                                 | PNL   |
| Ministre délégué au Milieu des affaires (Auprès du ministre de l'Économie)                     |           | Lucian Isar                                       | Sans  |
| Ministre délégué au Dialogue social (Auprès du ministre du Travail)                            |           | Liviu Pop                                         | Sans  |

### Remaniement du 6 août 2012
- Les nouveaux ministres sont indiqués en gras, ceux ayant changé d'attributions en italique.

| Fonction                                                                                       | Titulaire | Titulaire                                                                       | Parti |
| ---------------------------------------------------------------------------------------------- | --------- | ------------------------------------------------------------------------------- | ----- |
| Premier ministre                                                                               |           | Victor Ponta                                                                    | PSD   |
| Vice-Premier ministre Ministre des Finances publiques                                          |           | Florin Georgescu                                                                | Sans  |
| Ministres                                                                                      |           |                                                                                 |       |
| Ministre de l'Administration et de l'Intérieur                                                 |           | Ioan Rus (jusqu'au 08/08/2012) Mircea Dușa                                      | PSD   |
| Ministre des Affaires étrangères                                                               |           | Titus Corlățean                                                                 | PSD   |
| Ministre de la Justice                                                                         |           | Intérim de Victor Ponta                                                         | PSD   |
| Ministre de la Justice                                                                         |           | Mona Pivniceru (à partir du 23/08/2012)                                         | Sans  |
| Ministre de l'Agriculture et du Développement rural                                            |           | Daniel Constantin                                                               | PC    |
| Ministre du Travail, de la Famille et de la Protection sociale                                 |           | Mariana Câmpeanu                                                                | PNL   |
| Ministre de l'Économie, du Commerce et du Milieu des affaires                                  |           | Daniel Chițoiu                                                                  | PNL   |
| Ministre des Transports et des Infrastructures                                                 |           | Ovidiu Silaghi                                                                  | PNL   |
| Ministre de l'Environnement et des Forêts                                                      |           | Rovana Plumb                                                                    | PSD   |
| Ministre du Développement régional et du Tourisme                                              |           | Eduard Hellvig                                                                  | PNL   |
| Ministre de la Défense nationale                                                               |           | Corneliu Dobriţoiu                                                              | PNL   |
| Ministre de l'Éducation, de la Science, de la Jeunesse et des Sports                           |           | Ecaterina Andronescu                                                            | PSD   |
| Ministre de la Santé                                                                           |           | Vasile Cepoi (jusqu'au 01/10/2012) Intérim de Raed Arafat (jusqu'au 02/10/2012) | Sans  |
| Ministre de la Santé                                                                           |           | Intérim de Victor Ponta (jusqu'au 06/11/2012)                                   | PSD   |
| Ministre de la Santé                                                                           |           | Raed Arafat                                                                     | Sans  |
| Ministre des Communications et de la Société de l'information                                  |           | Dan Nica                                                                        | PSD   |
| Ministre de la Culture et du Patrimoine national                                               |           | Puiu Hașotti                                                                    | PNL   |
| Ministre des Affaires européennes                                                              |           | Leonard Orban                                                                   | Sans  |
| Ministre pour les Relations avec le Parlement                                                  |           | Dan Șova                                                                        | PSD   |
| Ministres délégués                                                                             |           |                                                                                 |       |
| Ministre délégué à l'Administration (Auprès du ministre de l'Administration et de l'Intérieur) |           | Radu Stroe                                                                      | PNL   |
| Ministre délégué au Milieu des affaires (Auprès du ministre de l'Économie)                     |           | Mihai Voicu                                                                     | PNL   |
| Ministre délégué au Dialogue social (Auprès du ministre du Travail)                            |           | Liviu Pop                                                                       | Sans  |